# Sinezona doliolum
Sinezona doliolum is een slakkensoort uit de familie van de Scissurellidae. De wetenschappelijke naam van de soort is voor het eerst geldig gepubliceerd in 1986 door Herbert.